# フキ
フキ（蕗、富貴、苳、款冬、菜蕗、学名: Petasites japonicus）は、キク科フキ属の多年草、雌雄異株。早春の花茎をフキノトウ（蕗の薹）という。山野に生える春の山菜としてよく知られ、地下茎から多くの葉柄を立てて、一部が切れた円い大型の葉をつける。

## 名称
和名フキの語源については諸説あり詳細ははっきりしていない。また、冬に黄花を咲かせるため「冬黄（ふゆき）」の中略とする説もある。フキの若い花芽は、山菜としてよく知られているフキノトウ（蕗の薹）である。
別名に、「ヤマブキ」「アオブキ」「アカブキ」「ミズブキ」「ノブキ」「オオバ」などの呼び名がある。日本の方言名でフキノトウを、青森県西部の津軽弁では「ばっけ」、秋田弁では「ばっけ」「ばんけ」「ばっきゃ」、山形県の庄内弁では「ばんけ」、アイヌ語は「マカヨ」、樺太アイヌ語ではpahkay（パㇵカイ）という。また、アイヌ語でフキは「コロコニ」または「コルコニ」と発音する。
英語ではJapanese Butterbur、Giant butterbur、あるいはFukiという。漢名では蕗と書き、中国植物名では蜂闘菜（ほうとうさい）ともよばれている。
花言葉は、「公正な裁き」「待望」「愛嬌」「真実は一つ」「仲間」などである。

## 分布・生育地
日本原産で、北海道、本州、四国、九州及び沖縄県に分布し、北は樺太、朝鮮半島や中国でも見られる。平地から丘陵地、山地までの原野、山野の土手や道端、空き地、川べりなど、日溜りでやや湿ったところに自生し、山では沢や斜面、河川の中洲や川岸、湖畔、林の際などで多く見られる。郊外でも河川の土手や用水路の周辺に見られ、水が豊富で風があまり強くない土地を好み繁殖する。自生のほか、栽培も行われている。東北地方から北海道にかけては、変種のアキタブキがある。
近年は山野に自生する個体数が減少しつつある。里山でフキが群生している光景は自生では無く、人間の手によって管理されていることがある。

## 形態・生態
多年草で雌雄異株。根茎は肉厚肥厚し、茎は地上には伸びず、地中で地下茎となり横に長く這って伸びて増殖する。地下茎が地表に剥き出しになると光合成のため緑色に変色する。このため、ワサビと間違われて誤食される例があるが、地下茎は有毒のため注意が必要である。
花期は早春の3 - 5月頃で、葉が地表に出ないうちに、地下茎から大きな苞をつけた花茎（花穂）が伸び出し、これを「蕗の薹」（フキノトウ）と呼んでいる。フキノトウは株が異なる雌雄異花で、鱗状の苞葉で包まれており、茎先に散房状に密についた多数の頭花がある。頭花は筒状花だけでできている頭状花で、花径は5 - 10ミリメートル (mm)、花びらのように見えるものはなく、毛状の突起を持つ。雄株の雄花は花粉をつけるので、花色はやや黄色味がかった白色で、花茎は20 cmほどで生長が止まり、花が終わると褐色になって枯れてしまう。一方、雌株の雌花は花色が白っぽく、受粉後は花茎を高さ40 - 70センチメートル (cm) ほどまで伸ばして、タンポポのような白い綿毛（冠毛）をつけた果実（種子）を風に乗せて飛ばす。果実は痩果で、長さ2 mmほどの細い円柱形で毛はなく、痩果の3倍ほどの長さを持つ冠毛がつく。
花が終わると、花茎とは別に、地下茎から葉柄を伸ばして地表に葉を出し、葉柄の高さは30 - 80 cmほどになり、先に大葉をつける。葉の形は円の一部が切れたハート形や腎臓形をしていて薄く、幅は15 - 30 cmあり、ツヤはなく、灰白色の綿毛が密生している。フキの葉は、降り注ぐ雨水を効率よく受け取るために、全体が皿状にくぼみ、葉の切れ込みから茎を伝って根元に集めるようになっている。葉柄は中空で、根元が赤色に色づくものと、全体が黄緑色の物がある。
- 雄株の花を拡大したもの。開花し始めの状態で小さな花の先端にあるものは雄蕊。
- 雌株の花を拡大したもの。肉眼では白い毛が出ているようにしか見えない。
- フキノトウの綿毛
- フキノトウの綿毛と種（拡大）

## 品種
近縁種は旧世界に広く分布し、ハーブとして利用される。また、幻覚作用が報告されている種もある。
秋田県以北から北海道にかけて自生し、葉の径が1.5 mと巨大で、高さ2 m ほどにも伸びるアキタブキ（秋田蕗）があり、全国的にも有名である。こうした、巨大な蕗は倍数体によるものである。特に寒冷地では牧草地で大繁殖する。家畜が食べないので畜産農家からは嫌われている。アキタブキのうち、北海道・足寄町の螺湾川（らわんがわ）に沿って自生するラワンブキは高さ2 - 3 mに達し、北海道遺産に指定されている。
市場に野菜として出回るものは、野生種から選抜された栽培品種が多く、栽培品、野生種のどちらも流通している。自生するものは「山ブキ」とよんで灰汁が強いが、栽培種は一般的に苦みが少なく調理し易い。栽培種として市場に出回っている多くのフキは「愛知早生」（愛知早生ふき）という品種で愛知県東海市が生産量日本一である。「水ふき」（水ぶき）は京都府や奈良県などで栽培され、福井県大野市や石川県加賀市南部などでは「タニフタギ」とも呼ばれる。なお、秋田フキにも自生ではなく農家で栽培されて市場に出荷されるものもある。
愛知早生ぶき（愛知早生ふき）
別名「尾張ぶき」ともよばれる。市場の大半を占め、葉柄が太めで、根元が赤いのが特徴。香りが良く、長さ1メートル (m) ほどになる。
水ぶき（水ふき）
小ぶりで暖かい地方のフキから改良された栽培品種。やわらかくて苦味が少ないのが特徴で、収穫量は少なく関西で少量生産されている。
アキタブキ（秋田蕗）
フキの亜種で、葉柄の長さが2 m、葉の直径が1.5 mにもなる大型のフキ。肉質はかたく、主に佃煮や砂糖漬けなどの加工用に利用される。葉と葉柄はにわか雨の際には傘代わりになるほど大きく、うっそうと秋田蕗が茂る場所には、コロボックルとよばれる小人が住んでいたというアイヌ伝説が残されている。

## 利用
食材として早春に生じる花蕾を「ふきのとう」、春から夏にかけて伸びる葉柄を「ふき」とよんで利用する。古くから数少ない日本原産の野菜として利用され、8世紀ごろにはすでに栽培も始められていた。現在ではスーパーなどで売られているフキのほとんどは栽培もので、夏場を除いて春を中心に出回っている。惣菜の材料としてよく知られる。

### 山菜としてのフキ

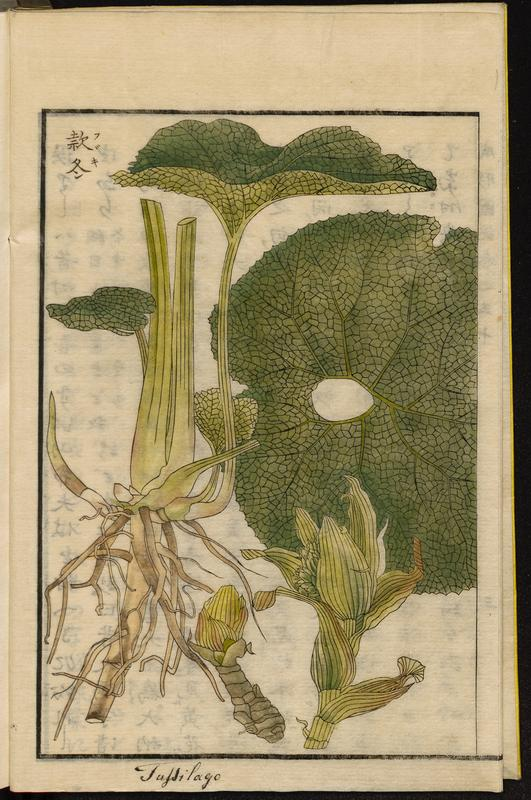
江戸時代の農業百科事典『成形図説』のイラスト（1804）

独特の香りがあるふきのとうや葉柄、葉を食用とする。もともと山菜の一種で灰汁が強く、肝毒性が強いペタシテニン（Petasitenine、別名フキノトキシン）などのピロリジジンアルカロイドが含まれているため、下茹でして灰汁抜きをする必要がある。食材としての旬は春（3 - 6月）とされ、冬から春の体へ体調を整える野菜としても知られる。売られているものは、茎はまっすぐ伸びて張りがあり、できるだけ太さが均一で、色が薄い緑色で黒ずみがないものが良品とされる。
栄養的に特徴的な成分は含まれていないが、熱量は100グラム (g) あたり11キロカロリー (kcal) と低カロリーで、葉やふきのとうには、多少のβ-カロテン、ビタミンB1・B2、カルシウム、カリウム、亜鉛などの栄養素が含まれる。食物繊維も多く含まれていて、腸の働きを活発にして、便通に役立つ食材でもある。一方、ふきのとうは生長するための栄養を蓄えているため100 gあたり43 kcalと比較的高カロリーなのが特徴で、ビタミンB群、ビタミンC・E・Kや、カリウム、鉄、亜鉛などのミネラルに富む。体内でビタミンAのもとになるカロテンも含み、食物繊維も多い。
個性的な香りと特有の苦みを生かした料理として、和え物や煮物によく使われている。野生のフキは、栽培されているのものよりも苦味が強く、小ぶりである。亜種のアキタブキも同様に利用でき、砂糖漬けにしたものは市販されている。
ふきのとう（蕗の薹）
主な旬は早春（2月 - 3月）で、蕾の状態で採取され、新鮮なものはほろ苦い味と、特有の香りが春の味覚として好まれている。
そのまま天ぷらや、重曹を入れた熱湯で軽く茹でて水にさらしアク抜きしてから煮物、和え物、味噌汁、油炒め、ふきのとう味噌などのほか、甘酢和え、粕漬け、味噌漬けにして食べられる。一般的には蕾がしっかり締まっているものがよく、花が咲いた状態はかたく、灰汁が強いため食べることは避けられる。花が開いてしまったものは、細かく刻んで味噌と炒めてふき味噌にしても、特有のほろ苦さが味わえる。ふきのとうを採取したら、灰汁が回って苦味が強くならないうちにできるだけ早く調理するとよいといわれる。トウが立って花茎が伸びても、その花茎を摘んで軽く茹でて灰汁抜きして、フキの葉柄と同様に煮物にして利用できる。天ぷらや煮びたしにするならば、少し伸びた花茎でも十分利用できる。
ふきのとうの蕾を日陰干しにすると「咳止め」になる。なお、フキノトウは灰汁にはフキノトキシンとよばれる発がん性物質が含まれているといわれ、多食や常食は避けるべきという意見もある。
葉柄
自生するものは春から初夏にかけて採取する。塩で板摺（いたずり）をして少し筋を取り、重曹や木の灰などを入れた熱湯で下茹でして灰汁（アク）を抜いてから冷水にさらし、表面のすじ（皮）をとって下ごしらえしてから料理に使われる。
主におひたしや和え物、煮物、炒め物などにするか、生のまま塩や塩糠に漬け込んで保存し、調理前に煮てから流水で塩抜きしてから同様に煮物や炒め物にする。油揚げで包んで信太巻の具材にしてもおいしく食べられる。また、醤油と砂糖やみりんで濃く味付した佃煮は「伽羅蕗（きゃらぶき）」といい、これも保存食・常備菜となる。繊維質やミネラルが豊富で、昔は冬の野菜不足を補う一般的な山菜であった。秋田フキなどの大型のフキは茎の中の空洞も大きいので、身欠きニシンや細切りにした薩摩揚げなどを好みで詰めものをして煮付けても良い。さらにシロップ煮にして砂糖をまぶしたお菓子もある。
上記のほか、葉も塩茹でたものを流水に半日から1日ほどさらしてアクを抜き、細かく刻んで佃煮にするなどして食用になる。渓流釣りなどで、釣った魚を野生のフキの葉で包んで丸焼きにする調理法にはフキの毒消しの効果もあり、ニシンなどの魚とフキを一緒に炊き合わせる料理には、魚の毒を消す目的の意味も込められている。

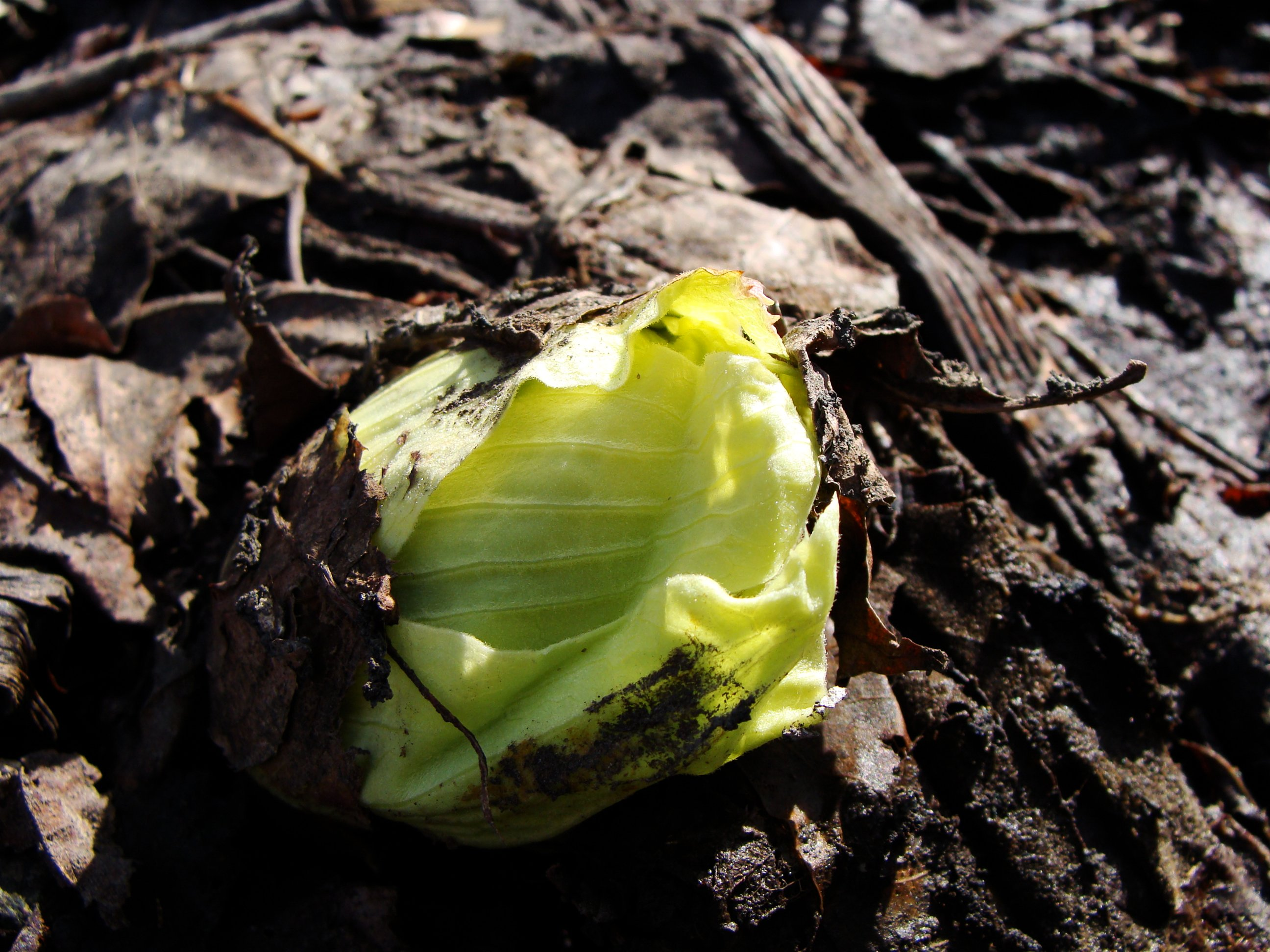
堆積した落ち葉を突き破って顔を出すフキノトウ（食べ頃）
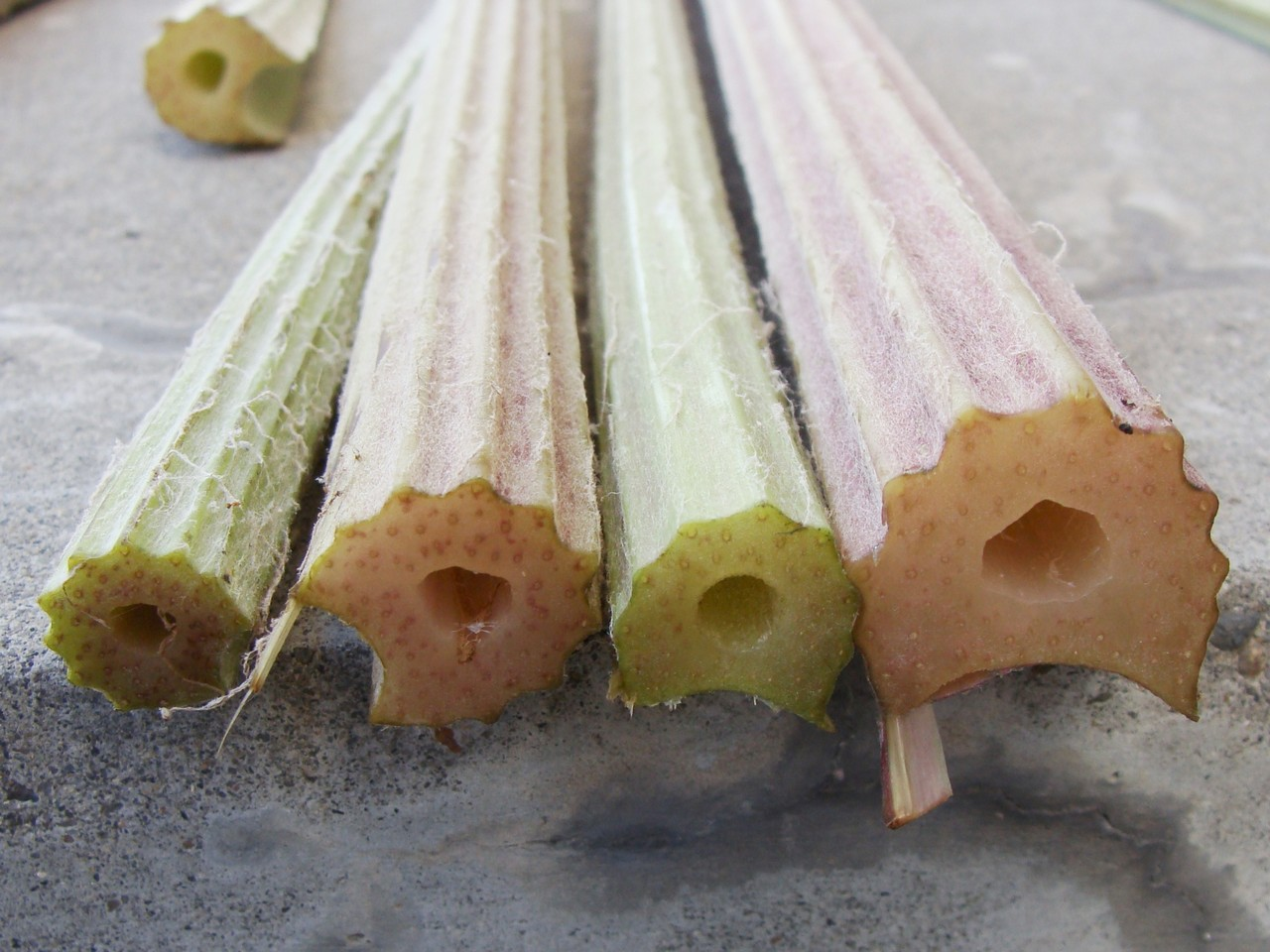
フキの葉柄の断面
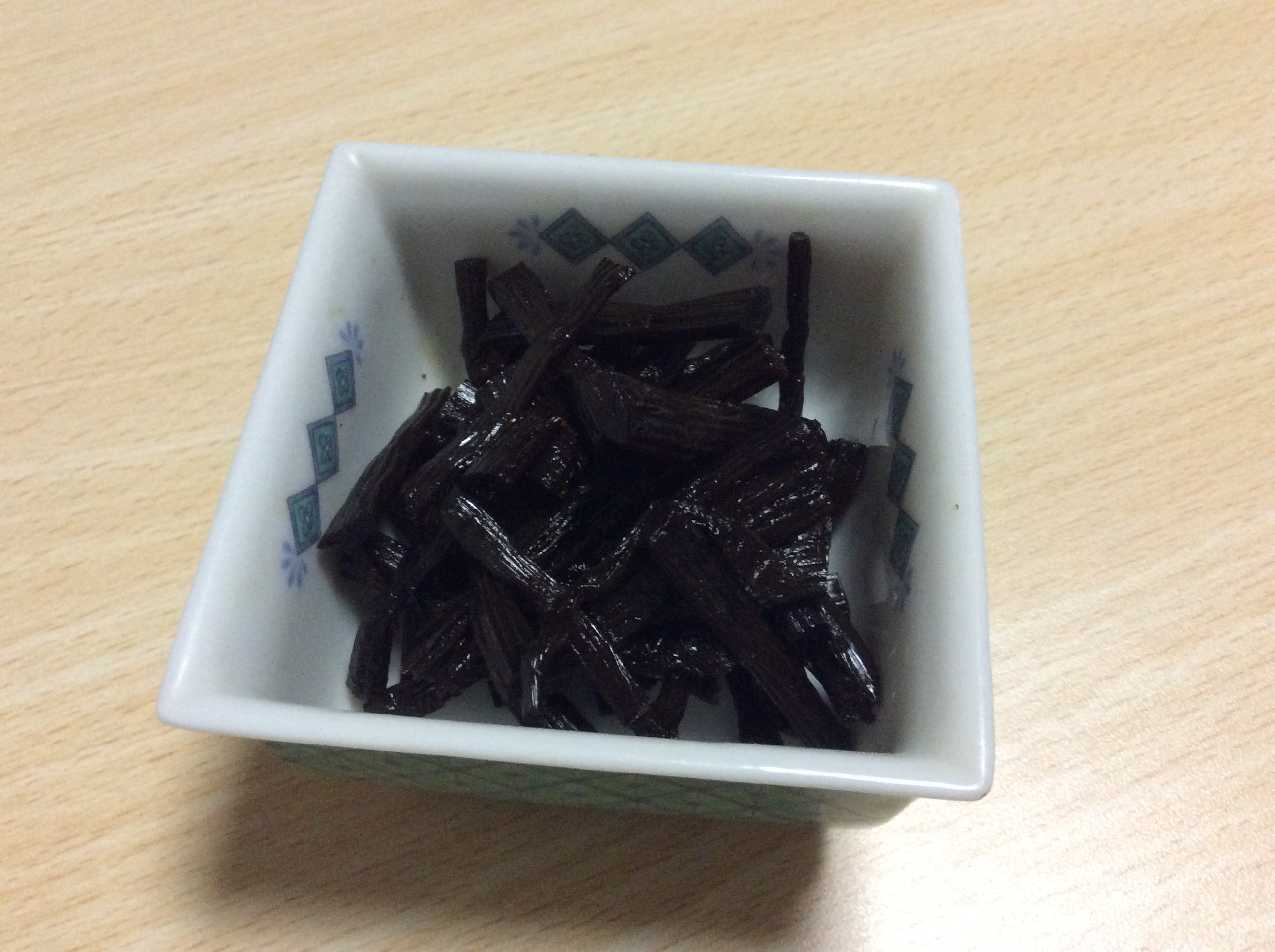
伽羅蕗（キャラブキ 2017年12月10日撮影）
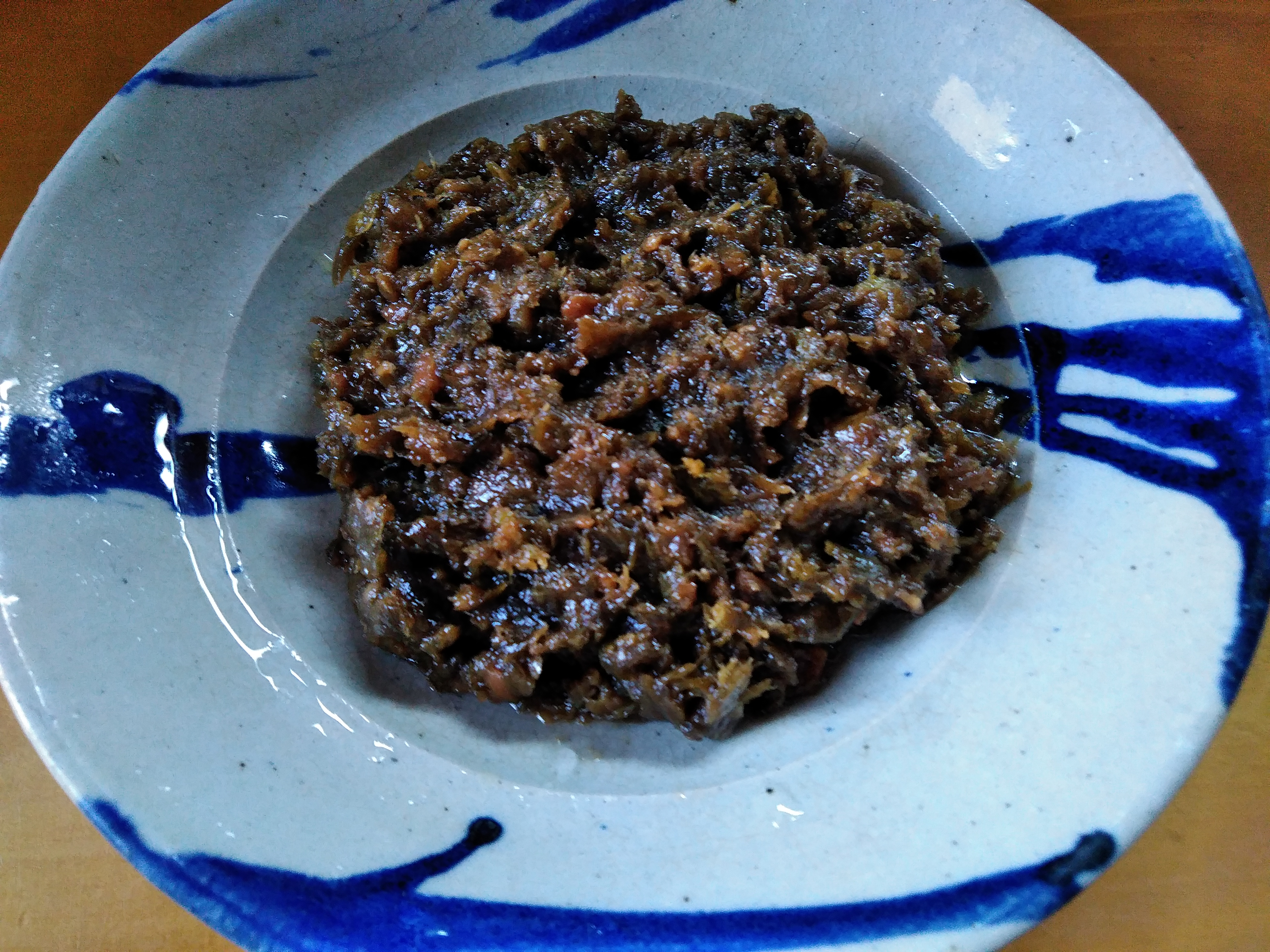
ふきのとう味噌

### 薬用
薬用植物でもあり、夏から秋にかけて掘り出して天日乾燥した根茎は、漢名でもある蜂斗菜（ほうとさい）と称して生薬になる。花であるフキノトウも用いられ、生薬として蕾のうちに採取後に天日乾燥または陰干しにして調製する。フキノトウの生薬名は和款苳花（わかんとうか）と称される。かつては、フキノトウの生薬名として漢名の款冬（かんとう）またを款冬花（かんとうか）と当てていたが、これはフキタンポポの蕾のことであり誤りである。
フキには昔から痰を切り、咳を鎮める作用があることが知られており、呼吸器系の機能を円滑にして、気管支粘膜の炎症を鎮めて、粘液の分泌を促す働きがある。フキノトウには、食欲増進効果がある苦味質や精油成分を含み、消化を助ける働きをする。精油には、痰きり、咳止めの効果があると言われている。葉には苦味配糖体、粘液、サポニン、タンニンなどを含んでおり、同様の薬効があるとされる。フキノトウに多く含まれるほろ苦さの成分はアルカロイドの一種で、がんの予防をする成分として知られている。
根茎（蜂闘菜）は、患部に熱を持つのどの腫れや痛みに効果があるとされ、民間療法では1日量5グラムを600 ccの水で煎じて3回に分けて服用するほか、うがい薬代わりに煎液でうがいする方法が知られている。乾燥したフキノトウまたは葉は、民間療法で咳止め、去痰、解熱、健胃、食欲増進に、1日量5 - 20グラムほどを、水300 - 600 ccで半量になるまで煎じ、3回に分けて食前に服用する用法が知られている。また、生の茎葉のしぼり汁には魚の中毒の解毒効果があるといわれ、虫刺されに汁をつけるとよいとされる。

### その他
- 三重県や奈良県で一部の地域ではふきをおにぎりの包みとして用いる「ふき俵」が作られる[39][40]。
- 北海道釧路市の旧音別町地区では、アキタブキから漉いた和紙を「富貴（ふき）紙」と命名して商品化している[41]。

## その他
季語
「蕗の薹」や「蕗の芽」「蕗の花」は春の、「旬の蕗」「蕗の葉」「伽羅蕗」「秋田蕗」は夏の季語となる。
アンゼリカ (菓子)
クリスタル・アンゼリカとしてケーキを飾るアンゼリカは、本来はセリ科のハーブであるセイヨウトウキから製されるが、日本ではコピー食品としてフキの砂糖煮が市販されている。食感や見た目は似ているが、特徴的なネズの香りはほぼ無い。

## ギャラリー
- フキの葉を上から見た写真
- 横から見た写真
- 少し伸びた状態（雄株）
- 少し伸びた状態（雄株）
- 開花したての状態で、とうは伸びていない（雌株）。
- 沢沿いや湿った地面を好んで生えている。
- 小さな花の蕾が集まっている。
- フキの煮物

## 類似する植物
形態的によく似たものとして、キク科ツワブキ属の多年草ツワブキ Farfugium japonicum がある。葉が常緑かつ深緑で厚みと艶があるほか、花が黄色く秋に咲くなど、生物学的には違いが大きいが、外見が似ているうえにツワブキも食用になる。また、キク科メタカラコウ属の多年草オタカラコウ Ligularia fischeri などの葉も似ている。
採集時に最も注意を要するものとして、錯乱症状を起こすナス科ハシリドコロ属の毒草ハシリドコロがある。ハシリドコロの若芽がフキの新芽の出る時期が重なるうえに、フキノトウと外見が似ているため、誤食されやすい。葉を開くと区別がつくが、芽吹いたばかりのころは紛らわしい。ハシリドコロにはフキのような爽やかな香りがないことから、採取するときに臭いを嗅ぐと良いとよいといわれている。